# Puchar Polski w piłce siatkowej kobiet (1973/1974)
Puchar Polski w piłce siatkowej kobiet 1973/1974 (Puchar Polski o "Puchar Sportowca") – 18. sezon rozgrywek o siatkarski Puchar Polski, rozgrywany od 1932 roku.

## Klasyfikacja końcowa
| Miejsce | Drużyna           |
| ------- | ----------------- |
| 1.      | Start Łódź        |
| 2.      | Kolejarz Katowice |
| 3.      | AZS AWF Warszawa  |
| 4.      | Polonia Świdnica  |
| 5.      | Płomień Milowice  |
| 6.      | ŁKS Łódź          |